# Łukasz Szukała
Łukasz Szukała [lukaš šukala] (* 26. května 1984, Gdaňsk, Polsko) je polský fotbalový obránce a bývalý reprezentant, od léta 2017 bez angažmá.
Jeho rodiče s ním v jeho dětství emigrovali do Německa, Łukasz vlastní i německé občanství.

## Klubová kariéra
S fotbalem začal v Německu, poté působil ve Francii (v FC Metz). Vrátil se do Německa, kde hrál za kluby TSV 1860 München a Alemannia Aachen. Následně odešel hrát fotbal do Rumunska.
V sezóně 2012/13 vyhrál s FC Petrolul Ploiești Cupa României (rumunský fotbalový pohár). V téže sezóně přestoupil do Steauy Bukurešť, s níž vzápětí vyhrál rumunskou nejvyšší ligu Liga I.
Před zahájením ligové sezóny 2013/14 získal se Steauou trofej v Supercupa României (rumunský fotbalový Superpohár), v sezóně se pak probojoval s klubem do základní skupiny Ligy mistrů (v play-off předkole hrál proti polskému celku Legia Warszawa).
V sezóně 2013/14 se Steauou ligový titul obhájil.

## Reprezentační kariéra
Szukała působil v polských mládežnických reprezentačních výběrech.
Koncem července 2013 jej reprezentační trenér Polska Waldemar Fornalik povolal do týmu. 14. srpna 2013 debutoval v A-mužstvu Polska v přátelském zápase s hostujícím Dánskem, Poláci vyhráli v PGE Areně 3:2.